# Daniel-Pöppelmann-Haus
Das Daniel-Pöppelmann-Haus ist ein Städtisches Museum mit Kunstverein in der ostwestfälischen Stadt Herford in Nordrhein-Westfalen. Das Museum ist nach dem in Herford geborenen Architekten Matthäus Daniel Pöppelmann benannt.

## Lage
Das Daniel-Pöppelmann-Haus befindet sich in der Radewig unweit des Gänsemarktes. Der Museumsgarten, in dem das Gebäude steht, wurde auf den Resten eines Rondells, einer ehemaligen Bastion der Stadtbefestigung angelegt. Das Gelände ist im Süden und Westen vom Stadtgraben umgeben. Im Osten verläuft der Deichtorwall, ein Teil der Wallanlage, der die Herforder Innenstadt umschließt und nördlich des Gebäudes führt die fußläufige Verlängerung der Brudtlachtstraße entlang, an der der Eingang zum Haus liegt. Über eine Brücke über den Stadtgraben gelangt man zur Kreisverwaltung des Kreises Herford. Am Eingang und im Museumsgarten stehen verschiedene Säulen und Skulpturen, die im Artikel Denkmäler und Kunst im öffentlichen Raum in Herford beschrieben sind.

## Beschreibung
Der Museumskomplex besteht aus der spätklassizistischen Villa Schönfeld mit einer stadtgeschichtlichen Dauerausstellung und einem modernen Erweiterungsbau aus Sichtbeton, der hauptsächlich für wechselnde Kunstausstellungen genutzt wird. Die Villa Schönfeld steht seit 1982, der Anbau seit 2007 unter Denkmalschutz.
Die Villa Schönfeld wurde 1874 bis 1876 für den Textilfabrikanten Heinrich Schönfeld errichtet. 1940 wurde das Gebäude von der Familie Schönfeld an die Stadt Herford verkauft. Die Stadt Herford überließ 1941 die Villa dem „Herforder Verein für Heimatkunde“, um dort das Städtische Museum mit einer Sammlung zur Stadtgeschichte neu einzurichten. Zwischen 1974 und 1975 wurde das Museum um einen modernen Anbau erweitert. Der Erweiterungsbau wurde von dem Architekten Dieter Oesterlen entworfen und wird seitdem vor allem vom „Herforder Kunstverein“ für Ausstellungen und Vorträge genutzt. Seit 1975 tragen die Museumsvilla und der Erweiterungsbau die Bezeichnung Daniel-Pöppelmann-Haus.
Von 2004 bis 2013 war die Villa Schönfeld wegen Renovierungsarbeiten geschlossen. Seit Ende Mai 2013 ist das Gebäude wieder für die Öffentlichkeit zugänglich. Die neue Dauerausstellung zur Stadtgeschichte wurde im April 2016 eröffnet.
Im Juli 2014 wurde die Villa Schönfeld als Denkmal des Monats in Westfalen-Lippe ausgezeichnet.